# 鳴門市消防本部
鳴門市消防本部（なるとししょうぼうほんぶ）は、徳島県鳴門市の消防部局（消防本部）。管轄区域は鳴門市全域。

## 概要
- 消防本部： 鳴門市撫養町南浜字東浜170
- 管内面積：135.46km2
- 職員数：73人
- 消防署1カ所、分署1カ所

### 主力機械
2017年4月1日現在
- 消防ポンプ自動車：3
- 水槽付消防ポンプ自動車：1
- 化学消防自動車：1
- はしご付消防ポンプ自動車：1
- 救助工作車：1
- 大型水槽車：1
- 救急自動車：4
- 指揮車：1
- 指令車：1
- 広報車：3
- 搬送車：2
- 消火・通報訓練指導車：1

## 沿革
- 1948年7月24日 消防本部を設置し、従来の消防団常備部を消防署とする。
- 1957年9月2日 鳴門市消防本部（署）庁舎が落成する。
- 1964年5月25日 救急自動車の寄贈を受け、救急業務を開始する。
- 1969年3月22日 鳴門市消防本部新庁舎が落成する。
- 2011年8月22日 鳴門市消防本部新庁舎が完成する（車庫棟を除く）。
- 2013年1月31日 鳴門市消防庁舎車庫棟が完成する。
- 2013年3月27日 屋上に設置の太陽光パネルと蓄電池システムの給電式を開催[1]。

## 組織
- 本部 - 消防総務課、予防課
- 消防署

## 消防署
| 消防署       | 住所                | 分署                     |
| ------------ | ------------------- | ------------------------ |
| 鳴門市消防署 | 撫養町南浜字東浜170 | 大麻：大麻町板東字宝蔵65 |

## 不祥事
- 2020年（令和2年）4月17日 - 市消防署の男性署長(59歳)が、病気で退職する職員のために署内で集めた見舞金6万8千円(署長支払い分含む)を横領したとして、鳴門市消防本部は4月17日、男性署長を停職（3ヵ月）の懲戒処分にした。同日付で男性署長は依願退職した[2]。